# مارك هاردي
مارك هاردي هو لاعب هوكي الجليد كندي وسويسري، ولد في 1 فبراير 1959 في Samedan ‏ في سويسرا.

## وصلات خارجية
- مارك هاردي على موقع دوري الهوكي الوطني (الإنجليزية)
- مارك هاردي على موقع قاعة مشاهير الهوكي (لاعب أن.إتش.أل) (الإنجليزية)
- مارك هاردي على موقع EliteProspects.com (الإنجليزية)
- مارك هاردي على موقع Eurohockey.com (الإنجليزية)
- مارك هاردي على موقع HockeyDB.com (الإنجليزية)
- مارك هاردي على موقع Hockey-Reference.com (الإنجليزية)